# タイトーグランプリ栄光へのライセンス
『タイトーグランプリ栄光へのライセンス』（タイトーグランプリえいこうへのライセンス）は、タイトーから発売されたレースゲーム。

## 概要
当時のレースゲームでは珍しくチューニングカーを題材にしたレースゲーム。プレイヤーは、MINI（途中でフェラーリ・512BBに乗り換える）に乗るレース荒らしになり、稼いだ賞金（制限時間以内にゴールすれば、時間次第で賞金が決まる。）でパーツを買い、車をノーマル装備から改造し能力をアップさせる。右角の最終タウンで行われている「タイトーグランプリ」に優勝すれば、F1ライセンスが与えられF1レースに参戦できる。F1レース16戦で規定以上のポイントを獲得すればエンディングとなる。
レース中のBGMを選べ、エンジン音を含め4つから選ぶ。